# Adimar Jesus da Silva
Adimar Jesus da Silva foi um estuprador e assassino em série brasileiro, que se tornou conhecido após assassinar seis ou sete adolescentes na cidade de Luziânia, Goiás, entre 30 de dezembro de 2009 e 22 de janeiro de 2010.
Cometeu suicídio na prisão, poucos dias depois de preso, em abril de 2010.

## Crimes

### Estupros
Adimar havia cumprido pena por abuso sexual de menores e foi solto uma semana antes dos assassinatos.

### Assassinatos em série
Entre 30 de dezembro de 2009 e 22 de janeiro de 2010, Adimar matou seis adolescentes do sexo masculino, de 14 e 19 anos de idade, na cidade Luziânia, em Goiás. Segundo o Terra, "ele afirmou que atraía as vítimas ao local dos crimes com a promessa de que teria drogas para oferecer. Na mata, utilizava um pedaço de pau para golpear os jovens e deixá-los inconscientes, para então matá-los. Adimar disse que usava o mesmo objeto para cavar as covas em que enterrava os corpos".
Ele morava no mesmo bairro de suas vítimas.
Aos companheiros de cela teria revelado depois de preso que havia estuprado todos eles.após sua morte foi encontrado o corpo do Eric dos Santos de 15 anos,em um lugar perto dos outros corpos,também havia sido encontrado uma camisa pertencente ao menino,contudo disse não estar envolvido na época em que foi preso
Tanto os investigadores como seu colegas de prisão o descreveram como uma pessoa "sem emoções".

### Vítimas
George Rabelo dos Santos, 17 anos; Márcio Luiz de Souza Lopes, 19; Flávio Augusto dos Santos, 14;  Divino Luiz Lopes da Silva, 16;  Paulo Victor Vieira de Azevedo Lima, 16; e Diego Alves Rodrigues, 13 anos. Possivelmente Eric dos Santos

## Investigações, prisão e morte
Com a repercussão do caso, além da polícia, a Câmara dos Deputados criou a CPI do Desaparecimento de Crianças e Adolescentes para acompanhar o caso.
Adimar foi preso em 10 de abril de 2010 e mostrou à polícia o local onde os corpos estavam enterrados. Ele também afirmou se arrepender dos crimes e disse ter ouvido vozes que o mandavam "fazer isso".
Durante seus depoimentos, entrou em contradições e num deles disse que George Rabelo dos Santos, 17 anos, teria lhe prometido R$ 5 mil para matasse os outros, mas como não havia pago a dívida, ele o havia matado também. "Em um momento, o pedreiro indica que matou todos os jovens para evitar que fosse identificado após os abusos sexuais. Mas também aponta para recompensa financeira", escreveu o Correio Brasiliense.
Oito dias depois de preso ele se suicidou, por enforcamento, na prisão.